# Алиев, Айдын Али оглы
Алиев Айдын Али оглы (азерб. Aydın Əli oğlu Əliyev; род. 28 мая 1957, Баку) — азербайджанский государственный деятель. Судья Высшего Арбитражного суда Азербайджана (1992). Председатель Государственного таможенного комитета Азербайджана (2006—2018). генерал-полковник таможенной службы. Входил в состав правительства Азербайджана.

## Биография
Родился 28 мая 1957 года в Баку.  В 1979 году окончил с отличием юридический факультет Азербайджанского Государственного Университета Начал работать преподавателем в том же университете.  
В 1980–1992 годах работал старшим консультантом, помощником министра, помощником руководителя отдела кадров, судьей Высшего Арбитражного суда Азербайджана, начальником управления Верховного суда Азербайджана.   
С 1992 по 1999 год работал в Государственном таможенном комитете Азербайджана в качестве инспектора, затем начальника отдела, ведущего консультанта и начальника главного управления. 
С февраля 1999 года занимал должность первого заместителя председателя Государственного таможенного комитета.  
Председатель Государственного таможенного комитета Азербайджана (6 февраля 2006 — 23 апреля 2018). 
В течение срока на должности председателя были отремонтированы таможенные пункты пропуска. Являлся сторонником ограничений на ввоз автомобилей из-за чрезмерных пробок в Баку.

## Награды
- Орден «Азербайджанское знамя» (24 января 2012 года) — за особые заслуги в развитии таможенного дела в Азербайджанской Республике, достойное исполнение своих обязанностей и плодотворную деятельность в таможенных органах[7].
- Орден «Слава» (25 мая 2017 года) — за заслуги в развитии таможенного дела в Азербайджанской Республике[8].
- Нагрудный знак «За укрепление таможенного сотрудничества государств-участников СНГ» за активное участие в работе Совета и по случаю 20-летия создания СНГ (2011 год)[9].